# Jeangu Macrooy
Jeangu Macrooy (Paramaribo, 6 de novembre del 1993) és un cantautor de Surinam. El seu estil de música és soul modern anglès. Hauria representat els Països Baixos al Festival de la Cançó d'Eurovisió 2020 a Rotterdam amb la cançó Grow en cas de no haver sigut cancel·lat per la pandèmia per coronavirus de 2019-2020. Per aquesta raó, va ser seleccionat internament per a representar el país al Festival de la Cançó d'Eurovisió 2021 amb el tema Birth of a New Age.
El 2011, Jeangu va formar el grup Between Towers amb el seu germà bessó Xillan. Van treure un àlbum en gener 2013, Stars on My Radio. Després de dos anys d'estudis al conservatori de Paramaribo, Macrooy es va mudar als Països Baixos el 2014 per fer els estudis de cantautor a l'Acadèmia de Pop ArtEZ a Enschede. Des del 2017 viu a Amsterdam. A partir del 2016, el programa de televisió De Wereld draait Door el va invitar de tant en tant per cantar cançons (com homenatges a Stevie Wonder, George Michael, Paul Simon, Elton John i Blue Diamond). El 2018, va interpretar Judes a l'esdeveniment de la Passió The Passion.